# Scherneck (Untersiemau)
Scherneck ist ein Gemeindeteil von Untersiemau im oberfränkischen Landkreis Coburg.

## Lage
Scherneck liegt etwa sieben Kilometer südlich von Coburg auf einem felsigen Hang an der Itz. Die Carl-Mühle und die Weidenmühle betreiben Wasserkraftanlagen an der Itz. Durch den Ort führt die Kreisstraße CO 25, die von Untersiemau nach Seßlach führt.

## Geschichte
Scherneck wurde 1225 erstmals als „Scherneke“ erwähnt. Belegt ist der Betrieb einer Mühle an der Itz für das Jahr 1253.
Im Jahr 1525, im Bauernkrieg, und 1632, im Dreißigjährigen Krieg, wurde Scherneck durch Brände zerstört.
Ein Rittergut bestand spätestens Mitte des 14. Jahrhunderts. Besitzer waren im 16. Jahrhundert die Herren von Burghausen. Die Dorfherrschaft wechselte in den folgenden Jahrhunderten öfters. Ein Haus und adliger Ansitz mit Wassergraben wurde 1642 erwähnt. Das Herrenhaus des Rittergutes war im 18. Jahrhundert baufällig. Der coburgisch-saalfeldische Landschaftsdirektor Moritz Carl Freiherr von Imhoff ließ sich um 1775 einen Neubau errichten, einen schlichten Sandsteinquaderbau mit einem Mansarddach. Zugehörig war ein Schlosspark, als Terrassengarten gestaltet. Die Familie von Lichtenberg löste 1859/60 das Gut mit dem Schloss auf und verkaufte es in einzelnen Teilen.
1837 hatte der Ort 329 Einwohner. In einer Volksbefragung am 30. November 1919 stimmten sechs Schernecker Bürger für den Beitritt des Freistaates Coburg zum thüringischen Staat und 168 dagegen. Somit gehörte ab dem 1. Juli 1920 Scherneck zum Freistaat Bayern. 1925 umfasste das 309,12 Hektar große Dorf 410 Einwohner, von denen 403 der evangelischen Kirche angehörten, und 76 Wohngebäude.
1963 wurde Ziegelsdorf eingemeindet. Am 1. Mai 1978 wurde Scherneck als Gemeindeteil in Untersiemau eingegliedert. 1987 hatte der Ort 639 Einwohner und 159 Gebäude mit Wohnraum.

## Einwohnerentwicklung

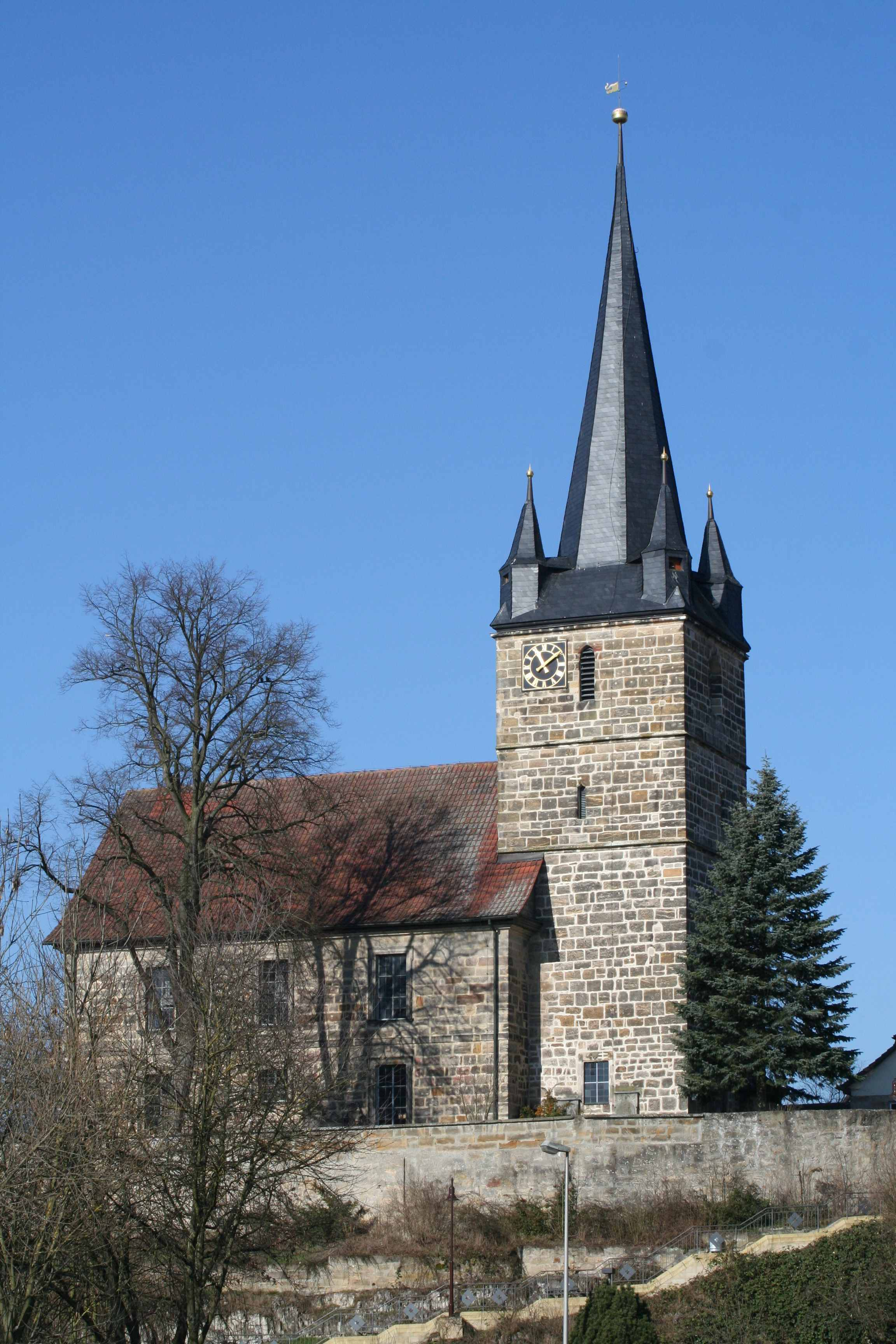
Schernecker Kirche

| Jahr | Einwohnerzahl |
| ---- | ------------- |
| 1910 | 422           |
| 1933 | 413           |
| 1939 | 436           |
| 1950 | 600           |
| 1970 | 685           |
| 2014 | 607           |
| 2020 | 613           |

## Wirtschaft
Drei Möbelfabriken bestimmten in der zweiten Hälfte des 20. Jahrhunderts das Wirtschaftsleben des Ortes. Die Carl-Mühle, eine noch aktive Großmühle an der Itz, produziert Mehl.

## Kirche
Der älteste Teil der evangelisch-lutherischen Pfarrkirche ist der spätgotische Kirchturm, der in seinem Kern aus dem 15. Jahrhundert stammt. Die Chorturmkirche in ihrer heutigen Form wurde von 1705 bis 1707 neu errichtet. Von der Vorgängerkirche stammen die Moseskanzel, die um 1650 datiert wird, und das Taufbecken von 1634.

## Persönlichkeiten
- Ernst Anton Clarus (1776–1848), evangelischer Geistlicher und Politiker